# David McGillivray (patinage artistique)
Pour les articles homonymes, voir David McGillivray et McGillivray.
David McGillivray, né le 30 septembre 1949 à Sarnia dans la province de l'Ontario et mort le 2 juin 2025 à Montreal, est un patineur artistique canadien. Il est champion du Canada en 1970.

## Biographie

### Carrière sportive
David McGillivray est double vice-champion du Canada en 1968 et 1969 derrière son compatriote Jay Humphry, avant de remporter le titre national en 1970.
Il représente son pays aux championnats nord-américains de 1969 à Oakland, trois mondiaux (1968 à Genève, 1969 à Colorado Springs et 1970 à Ljubljana) et aux Jeux olympiques d'hiver de 1968 à Grenoble.

## Palmarès
| Compétition                     | 1968 | 1969 | 1970 |
| Jeux olympiques d'hiver         | 16e  |      |      |
| Championnats du monde           | 10e  | 10e  | 11e  |
| Championnats d'Amérique du Nord |      | 5e   |      |
| Championnats du Canada          | 2e   | 2e   | 1er  |